# Montanges
Montanges est une commune française située dans le département de l'Ain en région Auvergne-Rhône-Alpes. En 2018, elle compte 348 habitants.

## Géographie
Montanges est un village d'environ 300 habitants situé à une douzaine de kilomètres de Bellegarde-sur-Valserine, dans le département de l'Ain.
La commune se trouve à l'entrée de la vallée de la Valserine et fait partie du territoire du parc naturel régional du Haut-Jura dont elle est l'une des portes.
Le territoire de la commune s'étend sur près de 1 300 hectares, étagés entre 375 mètres (Valserine au pont des Pierres) et environ 1 000 mètres d'altitude.
Outre le village, la commune comprend plusieurs hameaux nichés dans les combes qui entourent le village : Fay, Echazeau, Trébillet, les Quarts et la Namphée (inhabité).

### Hydrographie
La commune est traversée par un petit cours d'eau, la Sandézanne, qui se jette dans la Valserine légèrement en amont du pont des Pierres. Ce dernier offre un point de vue exceptionnel sur la vallée, très encaissée, boisée et dominée par de magnifiques barres rocheuses calcaires. Au pont des Pierres se trouve également une réserve naturelle labellisée Natura 2000 d'une superficie de 8 hectares qui a pour objet la protection d'un site d'hivernage de chiroptères (chauves-souris) important.

### Climat
Pour des articles plus généraux, voir Climat d'Auvergne-Rhône-Alpes et Climat de l'Ain.
En 2010, le climat de la commune est de type climat de montagne, selon une étude du CNRS s'appuyant sur une série de données couvrant la période 1971-2000. En 2020, Météo-France publie une typologie des climats de la France métropolitaine dans laquelle la commune est exposée à un climat de montagne ou de marges de montagne et est dans la région climatique Jura, caractérisée par une forte pluviométrie en toutes saisons (1 000 à 1 500 mm/an), des hivers rigoureux et un ensoleillement médiocre.
Pour la période 1971-2000, la température annuelle moyenne est de 10,2 °C, avec une amplitude thermique annuelle de 17,8 °C. Le cumul annuel moyen de précipitations est de 1 562 mm, avec 12 jours de précipitations en janvier et 8,9 jours en juillet. Pour la période 1991-2020, la température moyenne annuelle observée sur la station météorologique de Météo-France la plus proche, « Bellegarde », sur la commune de Valserhône à 7 km à vol d'oiseau, est de 11,1 °C et le cumul annuel moyen de précipitations est de 1 184,6 mm,. Pour l'avenir, les paramètres climatiques de la commune estimés pour 2050 selon différents scénarios d'émission de gaz à effet de serre sont consultables sur un site dédié publié par Météo-France en novembre 2022.

## Urbanisme

### Typologie
Au 1er janvier 2024, Montanges est catégorisée commune rurale à habitat dispersé, selon la nouvelle grille communale de densité à 7 niveaux définie par l'Insee en 2022.
Elle est située hors unité urbaine. Par ailleurs la commune fait partie de l'aire d'attraction de Genève - Annemasse (partie française), dont elle est une commune de la couronne,. Cette aire, qui regroupe 158 communes, est catégorisée dans les aires de 700 000 habitants ou plus (hors Paris),.

### Occupation des sols
L'occupation des sols de la commune, telle qu'elle ressort de la base de données européenne d’occupation biophysique des sols Corine Land Cover (CLC), est marquée par l'importance des forêts et milieux semi-naturels (77,4 % en 2018), en diminution par rapport à 1990 (78,5 %). La répartition détaillée en 2018 est la suivante : 
forêts (72,4 %), prairies (18,4 %), milieux à végétation arbustive et/ou herbacée (5 %), zones urbanisées (2,2 %), zones agricoles hétérogènes (2,1 %).
L'évolution de l’occupation des sols de la commune et de ses infrastructures peut être observée sur les différentes représentations cartographiques du territoire : la carte de Cassini (XVIIIe siècle), la carte d'état-major (1820-1866) et les cartes ou photos aériennes de l'IGN pour la période actuelle (1950 à aujourd'hui).

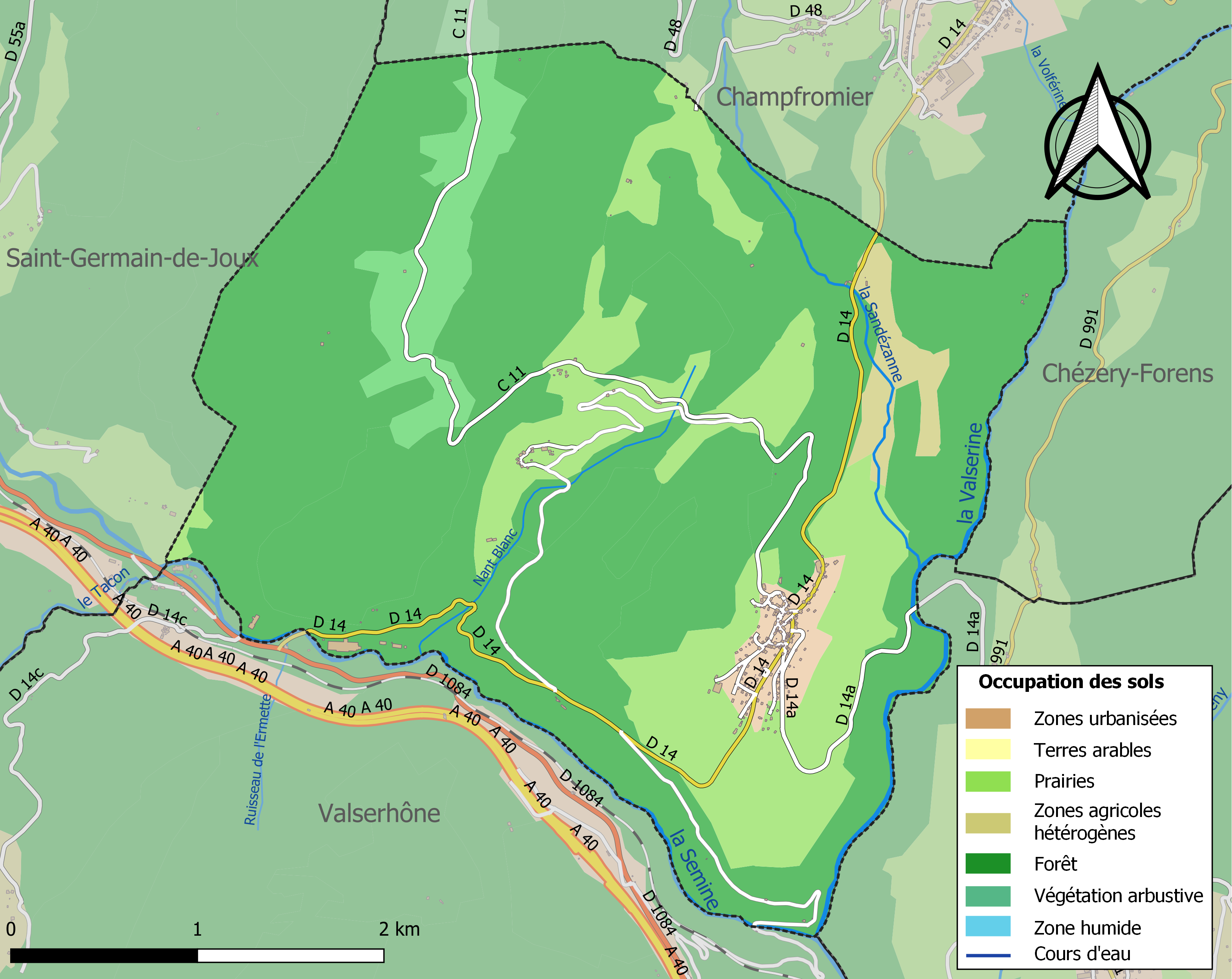
Carte des infrastructures et de l'occupation des sols de la commune en 2018 (CLC).

## Toponymie
Durant la Révolution française, la commune prend temporairement le nom de Leplateau.

## Histoire
La seigneurie de Montanges étaient la propriété de la famille de MOYRIA, dont une branche porta le nom : de MOYRIA de MONTANGES. La famille s'est éteinte au XIXe siècle par manque de descendants mâles.
Au début du XXe siècle et jusqu'aux années 1930, a circulé à Montanges le tramway de Bellegarde à Chézery.
Le 8 avril 1944, un groupe des maquis de l'Ain et du Haut-Jura dirigé par Paul de Vanssay est pris dans une embuscade à Montanges. Cet épisode fit dix-huit morts parmi les maquisards, dont Paul de Vanssay lui-même.

## Politique et administration

### Découpage territorial
La commune de Montanges est membre de la communauté de communes Terre Valserhône, un établissement public de coopération intercommunale (EPCI) à fiscalité propre créé le 30 décembre 2002 dont le siège est à Valserhône. Ce dernier est par ailleurs membre d'autres groupements intercommunaux.
Sur le plan administratif, elle est rattachée à l'arrondissement de Nantua, au département de l'Ain et à la région Auvergne-Rhône-Alpes. Sur le plan électoral, elle dépend du canton de Valserhône pour l'élection des conseillers départementaux, depuis le redécoupage cantonal de 2014 entré en vigueur en 2015, et de la troisième circonscription de l'Ain  pour les élections législatives, depuis le dernier découpage électoral de 2010.

### Administration municipale

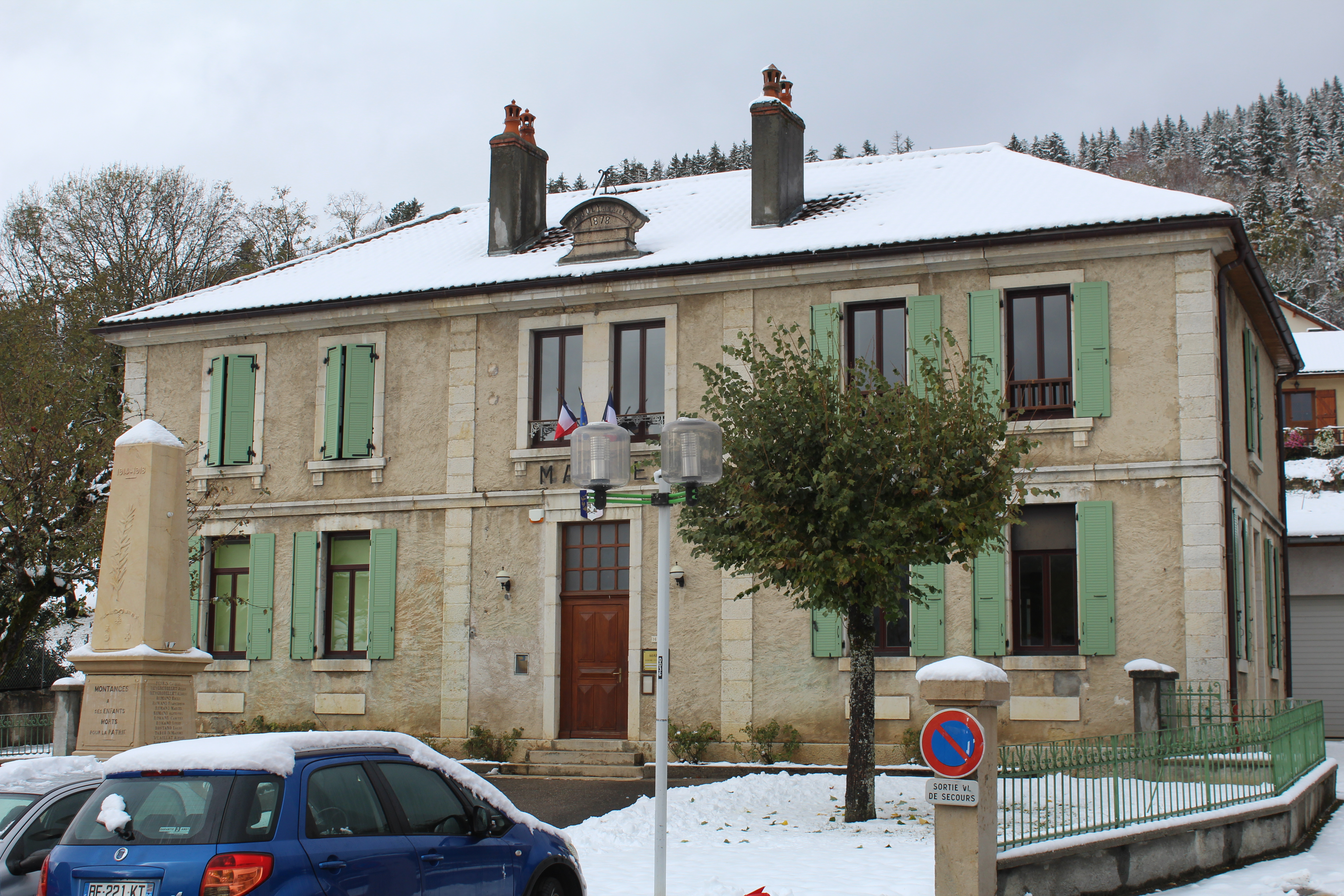
Mairie.

| Période                                  | Période                     | Identité           | Étiquette | Qualité                    |
| ---------------------------------------- | --------------------------- | ------------------ | --------- | -------------------------- |
| Les données manquantes sont à compléter. |                             |                    |           |                            |
| juin 1995                                | mars 2008                   | Serge Devaud       |           |                            |
| mars 2008                                | En cours (au 30 avril 2014) | Christophe Marquet | SE        | Retraité de l'enseignement |

## Démographie
L'évolution du nombre d'habitants est connue à travers les recensements de la population effectués dans la commune depuis 1793. Pour les communes de moins de 10 000 habitants, une enquête de recensement portant sur toute la population est réalisée tous les cinq ans, les populations de référence des années intermédiaires étant quant à elles estimées par interpolation ou extrapolation. Pour la commune, le premier recensement exhaustif entrant dans le cadre du nouveau dispositif a été réalisé en 2004.
En 2022, la commune comptait 348 habitants, en évolution de +2,05 % par rapport à 2016 (Ain : +5,15 %, France hors Mayotte : +2,11 %).
| 1793 | 1800 | 1806 | 1821 | 1831 | 1836 | 1841 | 1846 | 1851 |
| ---- | ---- | ---- | ---- | ---- | ---- | ---- | ---- | ---- |
| 713  | 774  | 816  | 698  | 771  | 743  | 707  | 786  | 812  |

| 1856 | 1861 | 1866 | 1872 | 1876 | 1881 | 1886 | 1891 | 1896 |
| ---- | ---- | ---- | ---- | ---- | ---- | ---- | ---- | ---- |
| 673  | 738  | 693  | 673  | 654  | 599  | 560  | 519  | 472  |

| 1901 | 1906 | 1911 | 1921 | 1926 | 1931 | 1936 | 1946 | 1954 |
| ---- | ---- | ---- | ---- | ---- | ---- | ---- | ---- | ---- |
| 482  | 422  | 377  | 323  | 310  | 309  | 302  | 259  | 237  |

| 1962 | 1968 | 1975 | 1982 | 1990 | 1999 | 2004 | 2006 | 2009 |
| ---- | ---- | ---- | ---- | ---- | ---- | ---- | ---- | ---- |
| 225  | 226  | 192  | 191  | 248  | 282  | 318  | 330  | 332  |

| 2014 | 2019 | 2022 | - | - | - | - | - | - |
| ---- | ---- | ---- | - | - | - | - | - | - |
| 343  | 351  | 348  | - | - | - | - | - | - |

## Économie
Le village de Montanges dépend principalement d'une économie artisanale. Sur le site de Trébillet se trouvait l'usine Reybier, appartenant au groupe fromager Entremont.Le site est fermé depuis plusieurs années et a été transféré à Annecy. La commune entretient également une agriculture pastorale, de moyenne montagne ou sont élaborés les fromages d'AOC : bleu de Gex et comté.
Depuis 2004, à la suite d'une demande de l'ancienne équipe municipale, un projet de carrière est à l'étude par une entreprise locale de travaux publics. Ce projet suscite de fortes contestations au sein de la commune et des villages voisins.

## Culture locale et patrimoine

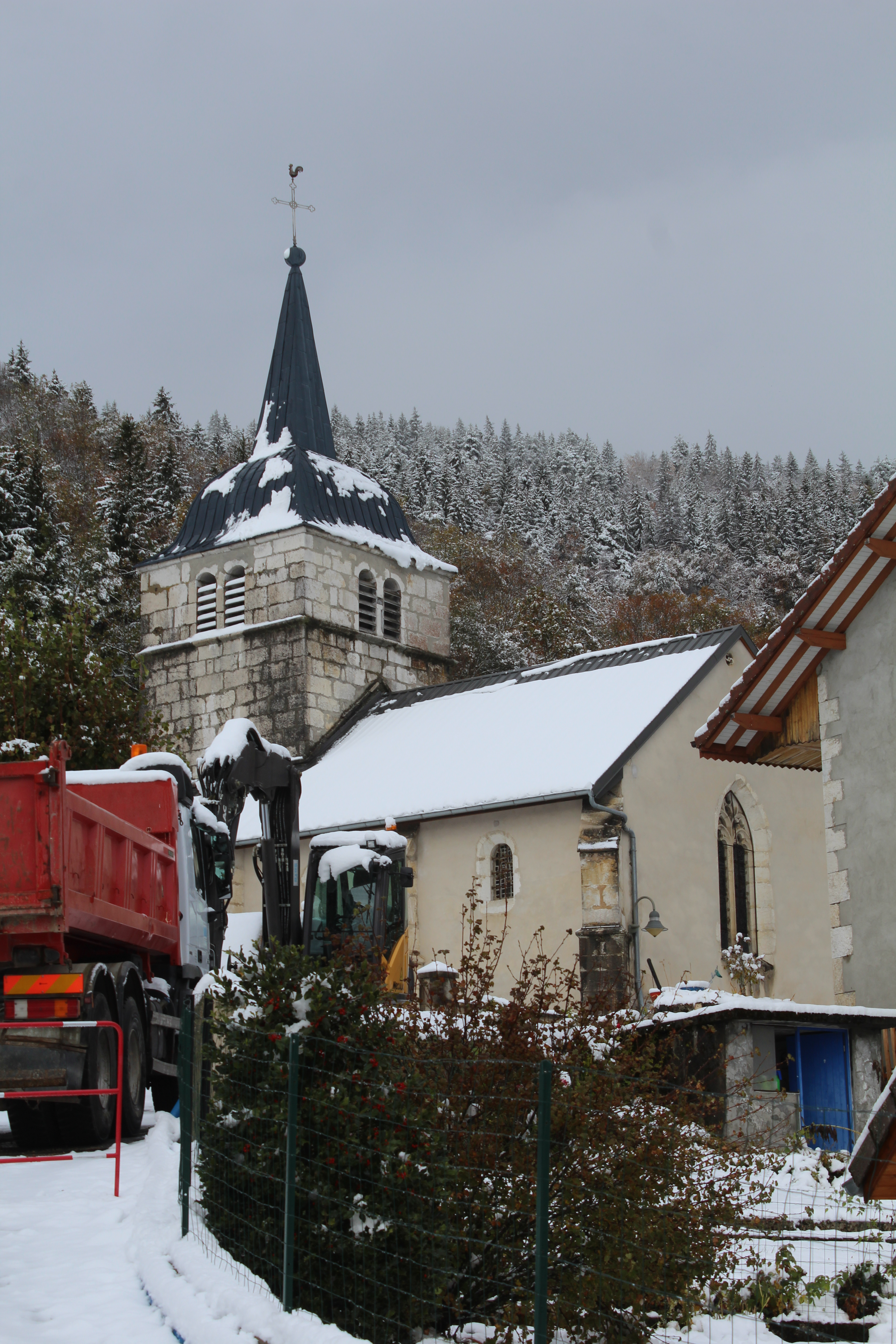
Église Saint-André.

### Lieux et monuments
- Vestiges du château de la Bâtie (XIVe siècle) ;
- Église gothique Saint-André ;
- Nombreuses croix ;
- Monuments "aux héros du maquis" tués en 1944 ;
- Stèle Paul de Vanssay sur le plateau de Labâtie ;
- Pont des Pierres, constitué d'une arche de 80 m de long pour 65 m de haut réalisé en 1910 et inauguré par le ministre de l'Agriculture Joseph Ruau. Il est inclus dans la réserve naturelle régionale de la galerie du Pont-des-Pierres ;
- Mélée des Eaux, paysage naturel à la confluence entre Semine et Valserine où fut tourné un épisode du magazine C'est pas sorcier.

### Espaces verts et fleurissement
En 2014, la commune obtient le niveau « une fleur » au concours des villes et villages fleuris.

### Personnalités liées à la commune
- Anthoine Brunet, sieur de Péron (Oyonnax, Ain v. 1600 - Montanges 1639) : capitaine d'un corps-franc bugiste d'Echallon lors de la guerre de Dix Ans (1634-1644). Jusqu'il y a peu, la mémoire collective se souvenait de lui comme du "brave capitaine Brunet" ; son prénom, ainsi que ses origines géographiques, familiales et sociales, viennent seulement d'être redécouvertes[23].